# Fehérbegyű tapakúló
A fehérbegyű tapakúló (Scelorchilus albicollis) a madarak osztályának verébalakúak (Passeriformes) rendjébe és a fedettcsőrűfélék (Rhinocryptidae) családjába tartozó faj.

## Rendszerezése
A fajt Heinrich von Kittlitz német ornitológus írta le 1830-ben, a Pteroptochos nembe Pteroptochos albicollis néven.

## Előfordulása
Chile területén honos. Természetes élőhelyei a szubtrópusi és trópusi bokrosok.

## Alfajai
- Scelorchilus albicollis atacamae Hellmayr, 1924
- Scelorchilus albicollis albicollis (Kittlitz, 1830)[2]

## Megjelenése
Testhossza 19 centiméter, testtömege 41.5 gramm.